# كالفين سويني
كالفين سويني (بالإنجليزية: Calvin Sweeney)‏ هو لاعب كرة قدم أمريكية أمريكي، ولد في 12 يناير 1955 في ريفرسايد في الولايات المتحدة.

## وصلات خارجية
- كالفين سويني على موقع مرجع كرة القدم المحترفة.كوم (الإنجليزية)